# Хилгана
Хилгана́ (бур. Хилгана — «мятлик») — улус в Баргузинском районе Бурятии. Административный центр сельского поселения «Хилганайское сельское поселение».

## География
Расположен на левом берегу реки Баргузин, в 63 км к северо-востоку от районного центра, села Баргузин, на автодороге районного значения Баргузинский тракт — Хилгана — Баянгол, на юго-западной окраине Куйтунской степи.

## Население
| 2002 | 2010 |
| ---- | ---- |
| 843  | ↘810 |

## Инфраструктура
Администрация сельского поселения, средняя общеобразовательная школа, Дом культуры, фельдшерско-акушерский пункт, почтовое отделение.

## Известные уроженцы
- Дулгар Доржиева (род. в 1943 г.) — бурятская поэтесса, журналист, народный поэт Бурятии, член Союза писателей России.
- Элбек-Доржи Ринчино (1888—1938) — видный бурятский общественно-политический, государственный и военный деятель, один из лидеров революционного и национального движения бурятского народа, активный участник международного революционного коммунистического движения.
- Ринчинов Солбон Раднаевич (1936—2014) — народный художник России, член-корреспондент Российской академии художеств, лауреат государственных премий Бурятии.